# 戸尾市場

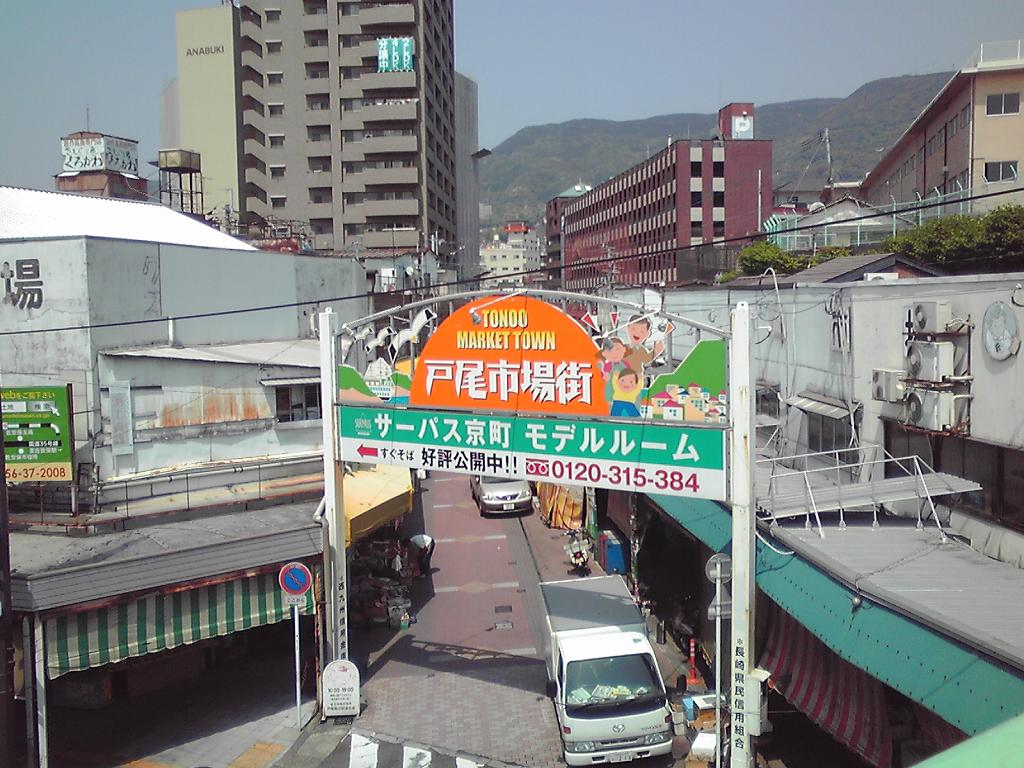
戸尾市場

戸尾市場（とのおいちば）は、長崎県佐世保市戸尾町一帯にある市場、商店街である。

## 概要
古くから佐世保の台所といわれてきた商店街。200mほどある通りの両側に生鮮食品や生活雑貨などの店舗が立ち並んでいる。後述の2012年（平成24年）の火災までは、中央戸尾市場、西海市場、とんねる横丁、三角市場、戸尾市場の5つの市場で構成されていた。「とんねる横丁」は、防空壕跡を利用した店舗である。
比較的繁華な四ヶ町商店街や佐世保駅前通りのすぐ近くに位置していながら、情緒ある独特な雰囲気で佇むそのさまから古くから親しまれている。
2012年（平成24年）3月7日に「戸尾市場」部分で火災が発生し、12店舗と社民党佐世保総支部事務所が燃え、その後鎮火した。発生から約4ヶ月経った同年7月5日に戸尾市場協同組合が市場の再建を断念し、組合の解散と組合所有の土地を売却し、各店舗毎に再建していく方針を確認した。跡地は解体された後にマンションが建ち、マンション内には大東建託の佐世保支店が入居している。また、社民党佐世保総支部は別の場所へ移転の上で現存している。

## アクセス
- JR佐世保線 佐世保駅から徒歩で約5分。
- 路線バス：佐世保駅前から西肥バス（させぼバスも含む）「京町」バス停下車。

## 周辺情報
- 国道35号
- 京町通り
- 四ヶ町商店街
- 佐世保郵便局
- 松浦鉄道西九州線 佐世保中央駅